# Aragüita (paroisse civile)
Pour les articles homonymes, voir Araguita.
Aragüita est l'une des huit paroisses civiles de la municipalité d'Acevedo dans l'État de Miranda au Venezuela. Sa capitale est Aragüita. En 2011, sa population s'élève à 6 043 habitants.

## Géographie

### Démographie
Hormis sa capitale Aragüita, la paroisse civile possède plusieurs localités :
- Aragüita
- Camarón
- Cipriano
- El Peñón
- El Socorro
- El Trapiche
- La Fila
- Morocopo
- San Antonio
- Santa María